# تشارلي بورنس
تشارلي بورنس (بالإنجليزية: Charlie Burns)‏ (27 مايو 1995 في المملكة المتحدة - ) هو لاعب كرة قدم بريطاني في مركز حراسة المرمى. لعب مع ميلتون كينز دونز وهايز وييدينغ يونايتد ‏ ونادي كامبريدج ستي وTruro City F.C. ‏.

## وصلات خارجية
- تشارلي بورنس على موقع قاعدة بيانات كرة القدم.إي يو (الإنجليزية)
- تشارلي بورنس على موقع Soccerbase.com (لاعب) (الإنجليزية)